# Municipio de Sletten
El municipio de Sletten (en inglés: Sletten Township) es un municipio ubicado en el condado de Polk en el estado estadounidense de Minnesota. En el año 2010 tenía una población de 177 habitantes y una densidad poblacional de 1,89 personas por km².

## Geografía
El municipio de Sletten se encuentra ubicado en las coordenadas 47°32′23″N 95°52′40″O / 47.53972, -95.87778. Según la Oficina del Censo de los Estados Unidos, el municipio tiene una superficie total de 93.57 km², de la cual 93,31 km² corresponden a tierra firme y (0,27 %) 0,25 km² es agua.

## Demografía
Según el censo de 2010, había 177 personas residiendo en el municipio de Sletten. La densidad de población era de 1,89 hab./km². De los 177 habitantes, el municipio de Sletten estaba compuesto por el 94,35 % blancos, el 5,65 % eran asiáticos. Del total de la población el 0 % eran hispanos o latinos de cualquier raza.